# DJ TSUYOSHI
DJ TSUYOSHI（本名:鈴木 剛、1967年11月26日 - ）は日本のテクノミュージシャン、DJ。変名としてNUMANOID名義で活動することもある。日本大学鶴ヶ丘高等学校、日本大学芸術学部卒。

## 来歴
1967年生まれ。80年代後半、東京で音楽活動開始。当初はYMOやUKニュー・ウェイヴに強く影響を受けたバンドでの活動だった。同時に映像作家を目指し、ビデオアートを制作。その後、1992年単身渡英し、ゴアトランスレーベル「MATSURI PRODUCTIONS」を立ち上げ、レギュラーイベントであるRETURN TO THE SOURCEの成功等で一躍世界のトップDJになり、日本におけるゴアトランスの伝道師として幾度も来日。1998年には三宅一生の東京コレクション・パリ・コレクションの音楽担当もする（この時の楽曲はイーストウエスト・ジャパンから『ECLIPTIC TSUYOSHI DJ MIX FOR ISSEY MIYAKE MEN』のタイトルで発売された）。2000年にロンドンから東京に主な活動拠点を移し、現在ではNUMANOID名義のエレクトロDJとしても活動中。他に1997年にTakeshi Isogai（磯谷健、UBAR TMAR）と共にエレクトロバンドJOUJOUKAを結成し活動。

## ディスコグラフィ

### シングル
- 「Indigo EP」Prana名義 (Inter 1 Records) 1994年
- 「Tranzen E.P」Taiyo名義 (Step 2 House Records) 1994年

### アルバム
- 『Cyclone』Prana名義 (MATSURI PRODUCTIONS) 1996年